# Abbey Theatre
Abbey Theatre, znany także jako National Theatre of Ireland, irl. Amharclann na Mainistreach – teatr w Dublinie, działający od 27 grudnia 1904, z przerwą spowodowaną pożarem oryginalnego budynku w 1951 roku. The Abbey był pierwszym dotowanym ze środków publicznych teatrem w anglojęzycznym świecie; od 1925 roku był subsydiowany przez Wolne Państwo Irlandzkie.
W Abbey Theatre swoją karierę rozpoczęło też wielu irlandzkich aktorów i pisarzy. Co więcej, przez liczne podróże zagraniczne i wystawianie sztuk poza granicami kraju, szczególnie w Ameryce Północnej, stał się ważną atrakcją turystyczną, ze względu na swoją wysoką rozpoznawalność.

## Okres przed założeniem Abbey Theatre
Powstanie Abbey Theatre było rezultatem połączenia trzech różnych czynników. Pierwszym z nich był Irish Literary Theatre. Założony przez Lady Gregory, Edwarda Martyna i W.B. Yeatsa w 1899 – we współpracy z George’em Moore’em – teatr wystawiał liczne sztuki na terenie całego miasta. Jego działalność spotkała się z aprobatą krytyki, nie doczekała się jednak akceptacji ze strony publiczności.
Drugim z czynników była praca dwóch braci, Williama i Franka Fay. William pracował przez pewien czas w latach 90. XIX wieku z obwoźną trupą, podczas gdy Frank był bardzo zaangażowany w amatorskie przedsięwzięcia na terenie Dublina. Po powrocie Williama rodzeństwo zaczęło inscenizować sztuki w miejskich salach teatralnych. W efekcie tego utworzyli W. G. Fay’s Irish National Dramatic Company, spółkę skupiającą swoją uwagę na rozwoju rodzimych talentów aktorskich. W kwietniu 1902 roku wykonali trzy przedstawienia sztuki George’a Williama Russella Deirdre i Cathleen Ní Houlihan Yeatsa w St Theresa’s Hall przy Clarendon Street. Docelową grupą widzów byli przedstawiciele klasy robotniczej, nie zaś klasy średniej, którzy byli zwyczajowymi odbiorcami tego typu wydarzeń kulturalnych. Okazało się to wielkim sukcesem, po części za sprawą Maud Gonne, która zagrała główną rolę w jednej ze sztuk. Spółka kontynuowała swoją pracę z dziełami takich twórców, jak Seumas O’Cuisin, Fred Ryan czy wreszcie wspomniany Yeats.
Trzecim, finalnym czynnikiem była obecność w mieście Annie Horniman. Była przedstawicielką klasy średniej, miała już doświadczenia związane z teatrem; była zaangażowana w wystawienie Arms and the Man George’a Bernarda Shawa w Londynie w 1894 roku. Dotarła do Dublina w 1903 roku jako nieopłacana sekretarka Yeatsa, a także w celu wykonania kostiumów do sztuki The King’s Threshold. To dzięki jej pieniądzom mógł powstać Abbey Theatre.

## Założenie

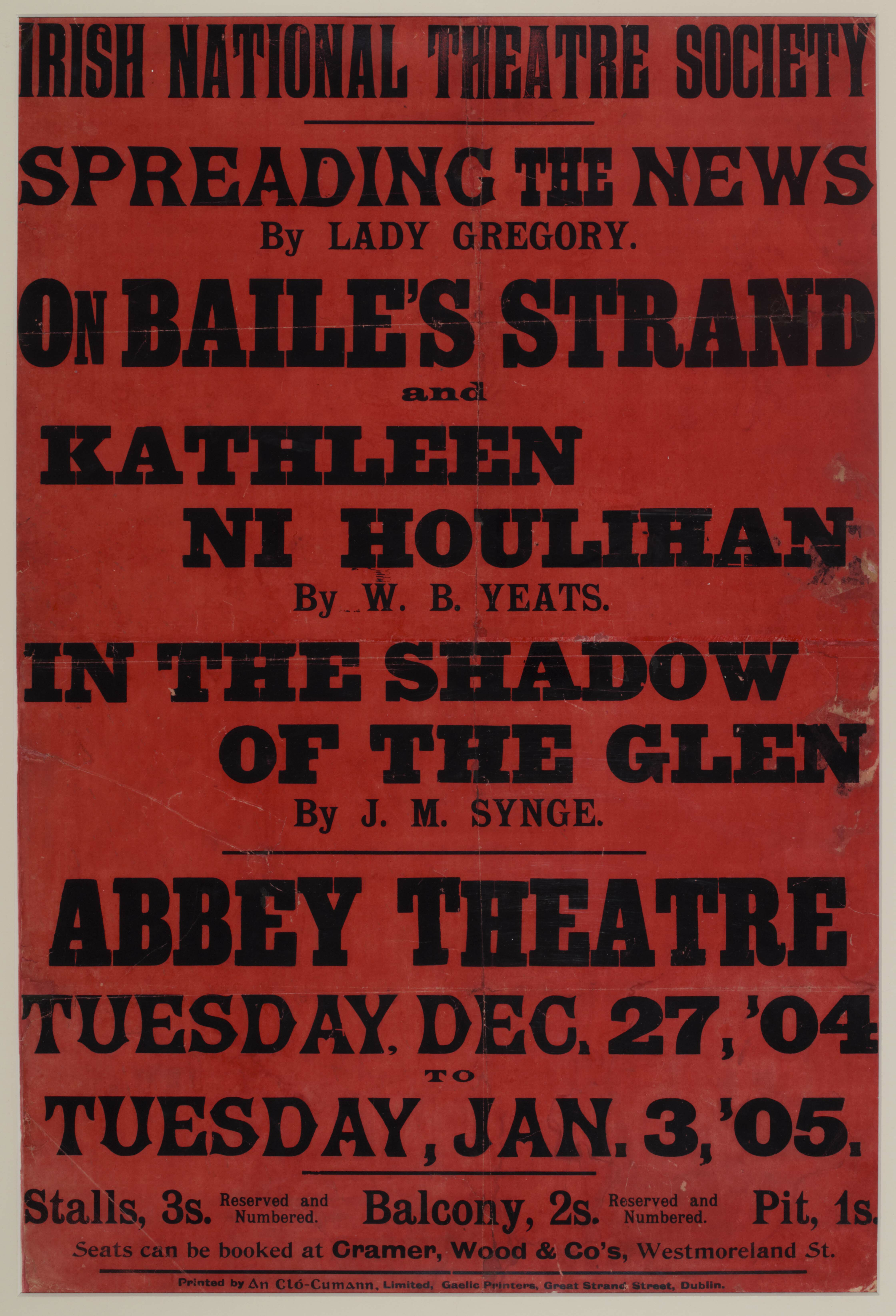
Plakat sztuki inaugurującej działalność Abbey Theatre. Inscenizacje miały miejsce między 27 grudnia 1904 a 3 stycznia 1905

W świetle sukcesu, jakim były przedsięwzięcia związane z St Theresa’s Hall, w 1903 roku doszło do założenia Irish National Theatre Society (Towarzystwo Irlandzkiego Teatru Narodowego). Na jego czele stanęli: Yeats (jako prezes), Lady Gregory, Æ, Martyn i John Millington Synge, finansowo całość wsparła Annie Horniman. Początkowo sztuki wystawiano w Molesworth Hall.
Kiedy gmach Hibernian Theatre of Varieties przy Abbey Street, a także budynek przy Marlborough Street stały się dostępne po zamknięciu przez władze funkcjonujących tam wcześniej instytucji ze względów bezpieczeństwa przeciwpożarowego, Horniman i William Fay zgodzili się na ich zakup i przystosowanie do potrzeb Towarzystwa. 11 maja 1904 jego władze zgodziły się na propozycję Horniman, która zakładała, że staną się oni użytkownikami tej sceny. W świetle prawa Horniman nie była rezydentką na terenie Irlandii, więc wszelkich formalności dokonywała Lady Gregory, natomiast ich koszty spoczywały na Brytyjce. William Fay został mianowany menedżerem teatru i wziął na siebie odpowiedzialność za szkolenie aktorów w nowej grupie. Brat Yeatsa, Jack Butler Yeats, został zobowiązany do namalowania portretów wszystkich najważniejszych postaci Towarzystwa do foyer.
Po raz pierwszy kurtyna poszła w górę 24 grudnia 1904 roku. Wystawiono wtedy trzy jednoaktówki: On Baile’s Strand, Cathleen Ní Houlihan (autorstwa Yeatsa) i Spreading the News (autorstwa Lady Gregory). Drugiego wieczoru zaś In the Shadow of the Glen zastąpiła drugą ze sztuk prezesa Towarzystwa. Frank Fay grający Cúchulainna w On Baile’s Strand, został pierwszym aktorem sceny przy Abbey Road. Mimo tego, że Horniman zaprojektowała kostiumy, ani jej, ani Lady Gregory nie było na miejscu. Horniman wróciła do Anglii i jej rolą miało zostać – oprócz dostarczania funduszy – organizowanie publiczności i rezerwacji na objazdowe spektakle w Londynie, a także na prowincji.
W 1905 Yeats, Lady Gregory i Synge zdecydowali o przekształceniu teatru w spółkę kapitałową – National Theatre Society Ltd., bez konsultacji z Horniman. Zdenerwowana takim sposobem traktowania, zatrudniła Bena Payne, byłego pracownika Abbey, aby ten pomógł jej w otwarciu nowej grupy tego samego typu w Manchesterze.

## Początki działalności

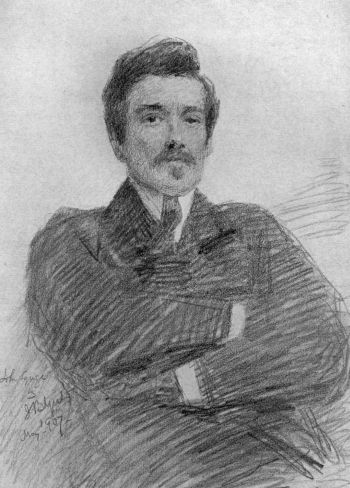
John Millington Synge

Nowy teatr okazał się trafionym przedsięwzięciem, na spektakle przychodziło wielu widzów. Szczęśliwie miał także do swojej dyspozycji jednego z najlepszych ówczesnych dramaturgów, Synge’a. Wystawiano tam też sztuki autorów, których dzieła ukazywały się (lub miały się w przyszłości ukazać) drukiem, takich, jak Yeats, Lady Gregory, Moore, Martyn, Padraic Colum, George Bernard Shaw, Oliver St John Gogarty, Wilfrid Blunt, F.R. Higgins, Thomas MacDonagh, Lord Dunsany, T.C. Murray i Lennox Robinson. Wielu z nich także występowało na deskach, co przyniosło temu miejscu reputację teatru pisarzy.
Później jednak sytuacja uległa pogorszeniu, czego początkiem była premiera The Playboy of the Western World, autorstwa Synge’a, w 1907 roku. Za namową irlandzkich nacjonalistów, którzy uważali, że teatr za mało angażuje się społecznie, a także pod pretekstem dostrzeżenia braku szacunku dla irlandzkich kobiet, część widowni podniosła bunt. Sytuację pogorszyło jeszcze poinformowanie o tym zdarzeniu przez władze teatru policji. Mimo tego, że prasa wkrótce obróciła się przeciwko buntownikom i protestom (znanym od tej pory jako the Playboy Riots), sytuacja ta wstrząsnęła Abbey i kolejna (a zarazem ostatnia ukończona) sztuka Synge’a, The Tinker’s Wedding, nie była inscenizowana właśnie z obawy przed dalszymi zamieszkami.
W tym samym roku zakończyła się współpraca z teatrem braci Fay, którzy wyemigrowali do Stanów Zjednoczonych. Codzienna administracja spoczęła na Lennoxie Robinsonie.
W 1909 udziałowcy rozpoczęli starania, by uniezależnić się od Annie Horniman.
Dnia 7 maja 1910 roku, kiedy wszystkie inne teatry w mieście zostały zamknięte ze względu na śmierć króla Edwarda VII, Robinson postanowił, że Abbey Theatre będzie otwarty. Na wieść o tym Annie Horniman, z którą trwał już konflikt, postanowiła ostatecznie zerwać swoje związki z Abbey. Na podstawie jej własnych szacunków, wydała na jego funkcjonowanie 10 350 funtów, co wówczas było sporą sumą.
Po stracie Horniman, Synge’a i braci Fay, pod przewodnictwem Robinsona, teatr cierpiał z powodu niskiego zainteresowania widzów, a – co za tym idzie – niskich wpływów z biletów. Ten trend na pewien czas zatrzymał Seán O’Casey. Jego kariera jako dramaturga rozpoczęła się sztuką The Shadow of a Gunman, wystawianą przy Abbey Road w 1923. Po niej przyszedł czas na Juno and the Paycock (1924) i The Plough and the Stars (1926). Efektem tej ostatniej były zamieszki podobne do tych, wywołanych przez Playboya Synge’a, mających miejsce dziewiętnaście lat wcześniej. Po raz kolejny wystraszone reakcją widzów kierownictwo Abbey odmówiło wystawienia kolejnego jego dzieła. O’Casey wyemigrował z Irlandii wkrótce potem.

## The Abbey po odejściu Yeatsa
W 1924 Yeats i Lady Gregory zaoferowali rządowi, że przekażą Abbey jako dar dla narodu irlandzkiego. Pomimo kilku krytycznych uwag ze strony Ministerstwa Finansów, oferta została zaakceptowana. Wpływ na to miał między innymi fakt, że zadeklarowano, iż wystawiane tam sztuki będą w języku irlandzkim. Co za tym idzie, w 1925 roku Abbey stał się pierwszym teatrem w anglojęzycznym świecie utrzymywanym przez państwo. W kolejnym roku założono Abbey School of Acting (szkoła aktorską) i Abbey School of Ballet (szkołę baletową). Ta ostatnia, zamknięta w 1933 roku, była prowadzona przez Ninette de Valois, która stworzyła choreografię do wielu sztuk Yeatsa.
W tym samym czasie przy teatrze powstał inny, eksperymentalny o nazwie Peacock (paw). W 1928 roku Hilton Edwards i Micheál MacLiammoir założyli Gate Theatre, który używał tej sceny do wystawiania ważnych dzieł europejskich i amerykańskich autorów. The Gate dostrzegało prace młodych irlandzkich twórców. Historia inscenizacji jednej z nich może ilustrować to, jak w tym okresie teatr zaczął podupadać. Kiedy Denis Johnston przedłożył swoją pierwszą sztukę, Shadowdance, do kierownictwa Abbey, ta została odrzucona przez Lady Gregory i wróciła do autora z dopiskiem na stronie tytułowej brzmiącym The Old Lady says No (Starsza Dama mówi „Nie”). Johnson zdecydował o zmianie nazwy, po czym The Old Lady Says ‘No’  była wystawiana przez the Gate na scenie Peacock w 1928 roku.
Tradycja Abbey jako teatru pisarzy przetrwała po wycofaniu się Yeatsa z codziennej administracji. Dla przykładu w latach 1935–1939 w zarządzie zasiadał Frank O’Connor, służąc jako Dyrektor Zarządzający od 1937; w tym okresie wystawił tam dwie sztuki. Został jednak zmuszony do rezygnacji ze swojej funkcji po śmierci Yeatsa w 1939. W latach 40. i 50. XX wieku podstawą repertuaru była komiczna farsa, osadzona w wyidealizowanym świecie osób pracujących, który – jeśli w ogóle istniał – nie miał już miejsca w kontekście życia zwykłych irlandzkich obywateli. Rezultatem tego był ciągły spadek liczby widzów. Spadek ten byłby jeszcze większy, jednak do tego teatru przyciągały znane osobistości aktorskie, takie jak F.J. McCormick, a także dramaturdzy, m.in. George Shiels, którzy ciągle potrafili poruszyć tłum.
18 lipca 1951 budynek spłonął, przetrwała tylko scena Peacock. Spółka wynajęła deski Queen’s Theatre we wrześniu, gdzie kontynuowała prowadzenie działalności do 1966 roku. Tam właśnie swoją pracę prowadził Happy Gang, grupa komediantów wystawiających skecze, farsy i pantomimy dla masowej widowni. W pewnym sensie nowi lokatorzy ze swoimi komediami nawiązującymi do życia chłopów pod względem repertuaru nie byli znacząco oddaleni od tych starych. Kolejnym wyznacznikiem ambicji Abbey Theatre w tamtym czasie był fakt, że żaden z ówczesnych interesujących dramaturgów, ani Brendan Behan, ani Samuel Beckett, nie wystawili tam swoich dzieł. W lutym 1961 roku pozostałości po spalonym budynku zostały finalnie usunięte i rozpoczęto planowanie odbudowy. Projekt wykonał Michael Scott; 3 września 1963 prezydent Irlandii, Éamon de Valera, położył kamień węgielny pod nowy gmach. Abbey wznowił swoją działalność 18 lipca 1966.

## The Abbey między 1966 a 2005 rokiem
Nowy budynek, nowe pokolenie pisarzy, z postaciami takimi jak Hugh Leonard czy Brian Friel, a także wzrost liczby turystów, dla których największą atrakcją kulturalną był Teatr Narodowy, pomogły w odbudowie i stabilizacji sytuacji finansowej teatru. Towarzyszyło temu późniejsze zaangażowanie spółki w miejski Festiwal Teatralny, którego pierwsza edycja miała miejsce w 1957 roku.
Sztuki takie, jak Philadelphia Here I Come (1964), The Faith Healer (1979) i Dancing at Lughnasa (1990) Friela, Whistle in the Dark (1961) i The Gigli Concert (1983) Toma Murphy’ego czy Da (1973) i A Life (1980) Leonarda pomogły podnieść międzynarodowy prestiż teatru dzięki udanym inscenizacjom na deskach West Endu i Broadwayu.
W grudniu 2004 roku teatr celebrował swoje stulecie poprzez liczne imprezy, takie jak występy teatrów amatorskich z całego kraju, czy premierę sztuki Dublin By Lamplight w listopadzie 2004.
Dnia 12 maja 2005 ówczesny dyrektor artystyczny Ben Barnes, a także dyrektor zarządzający Brian Jackson złożyli swoje rezygnacje po tym, jak w raportach finansowych odkryto poważnie nieprawidłowości, których rezultatem było poważne niedoszacowanie deficytu teatru, wynoszącego 1,85 mln Euro. Nowy dyrektor, Fiach Mac Conghail, który miał przejąć stery w listopadzie 2005, uczynił to już w maju tego roku.

## Abbey Theatre od 2006 roku
20 sierpnia 2005 roku Rada Doradcza Abbey Theatre zatwierdziła plan, który zakłada rozwiązanie Towarzystwa Teatru Narodowego, właściciela Abbey, a także zastąpienie go przez spółkę ograniczoną gwarancją, Abbey Theatre Limited. Plan ten, po krótkiej debacie, został zaakceptowany.
Na podstawie nowego planu, w styczniu 2006 roku Irlandzka Rada Sztuki przyznała Abbey dotację, w wysokości 25,7 mln Euro przez okres trzech lat. Dzięki temu grantowi łączna wysokość dotacji wzrosła o 43%; była też najwyższą w historii Rady.
Nowy organizm prawny rozpoczął swoją działalność 1 lutego 2006 ogłoszeniem składu nowego zarządu.
Rok 2007 jest dla Abbey bardzo intensywny. W marcu przebudowano większe audytorium. Zabiegi te stanowiły część większego planu, zakładającego unowocześnienie całego budynku. W tym samym miesiącu doszło do światowej premiery nowej sztuki Sama Sheparda, zdobywcy nagrody Pulitzera. Był to spektakl jednego aktora pod tytułem Kicking a Dead Horse; w rolę wcielił się Stephen Rea, irlandzki aktor nominowany do Oscara, który rozpoczął swoją karierę w Abbey wiele lat wcześniej.